# Eva Melicharová
Eva Melicharová (2 febbraio 1970) è un'ex tennista cecoslovacca, successivamente ceca.

## Carriera
In carriera ha vinto 2 titoli di doppio. Nei tornei del Grande Slam ha ottenuto il suo miglior risultato raggiungendo i quarti di finale di doppio misto agli Australian Open nel 1998, in coppia con il macedone Aleksandar Kitinov.

## Statistiche

### Doppio

#### Vittorie (2)
| Numero | Anno           | Torneo                             | Superficie  | Compagna       | Avversarie in finale             | Punteggio |
| 1.     | 22 giugno 1997 | Ordina Open, Rosmalen              | Erba        | Helena Vildová | Karina Habšudová Florencia Labat | 6-3, 7-6  |
| 2.     | 3 agosto 1997  | WTA Austrian Open, Maria Lankowitz | Terra rossa | Helena Vildová | Radka Bobková Wiltrud Probst     | 6-2, 6-2  |

### Doppio

#### Finali perse (3)
| Numero | Anno             | Torneo                         | Superficie  | Compagna         | Avversarie in finale             | Punteggio     |
| 1.     | 12 maggio 1996   | Hungarian Grand Prix, Budapest | Terra rossa | Radka Bobková    | Katrina Adams Debbie Graham      | 3-6, 6-7      |
| 2.     | 16 febbraio 1997 | Generali Ladies Linz, Linz     | Sintetico   | Helena Vildová   | Alexandra Fusai Nathalie Tauziat | 6-4, 3-6, 1-6 |
| 3.     | 20 giugno 1998   | Ordina Open, Rosmalen          | Erba        | Cătălina Cristea | Sabine Appelmans Miriam Oremans  | 7-6, 6-7, 6-7 |